# حمض الأنثرانيليك
حمض الأنثرانيليك أو حامض الأنثرانيليك هو حمض عطري صيغته الكيميائية C6H4(NH2)(CO2H) وطعمه حلو. يتكوّن جزيء الأنثرانيليك من حلقة البنزين، نمط الاستبدال في الحلقات العطرية|تستبدل الحلقات العطرية مع حمض الكربوكسيلية والأمينات. نتيجة لاحتوائه على  المجموعات الوظيفية الحمضية والأساسية، يكون المركب مذبذبًا. عندما يكون الأنثرانيليك نقياً يكون بشكل مادة صلبة بيضاء، على الرغم من أن العينات التجارية قد تظهر صفراء. الأنيون[C6H4(NH2)(CO2)]−، الذي يتم الحصول عليه عن طريق نزع بروتون حمض الأنثرانيليك، يسمى anthranilate. كان يُعتقد أن حمض الأنثرانيليك عبارة عن فيتامين وكان يشار إليه باسم فيتامين L1، ولكن من المعروف الآن أنه غير ضروري في تغذية الإنسان.

## الاستخدامات
صناعيًا، حمض الأنثرانيليك هو وسيط يُستخدم لإنتاج أصباغ الآزو والسكارين. يستخدم وإستراته في تحضير العطور بمماثلة روائح الياسمين والبرتقال، والمستحضرات الصيدلانية (مدرات البول الحلقية، مثل الفوروسيميد) وممتص للأشعة فوق البنفسجية، بالإضافة إلى مثبطات تآكل المعادن ومثبطات العفن في صلصة الصويا.
اقتُرح استخدام مبيدات الحشرات المصنّعة باستخدام الأنثرانيلات كبدائل لمبيدات ديت.
حمض الفيناميك هو أحد مشتقات حمض الأنثرانيليك،  :235 والذي بدوره عبارة عن إيزوستير نيتروجين لحمض الساليسيليك، وهو المستقلب النشط للأسبرين :235 العديد من العقاقير غير الستيرويدية المضادة للالتهابات ، بما في ذلك حمض الميفيناميك وحمض التوفيناميك وحمض الفلوفيناميك وحمض ميكلوفيناميك مشتقة من حمض الفيناميك أو حمض الأنثرانيليك وتسمى «مشتقات حمض الأنثرانيليك» أو «الفينامات». :17

## التفاعلات
يمكن تحويل حمض أنثرانيليك إلى ديازوتيز لتكوين ديازونيوم كاتيون [C6H4(CO2H)(N2)]+. يمكن استخدام هذا الكاتيون لتوليد بنزين،  أو ثنائي الصوديوم لإعطاء حمض ديفينيك،  أو الخضوع لتفاعلات اقتران الديازونيوم كما هو الحال في تخليق أحمر الميثيل .
يتفاعل مع الفوسجين ليعطي أنهيدريد isatoic ،  وهو كاشف متعدد الاستخدامات.
ينتج عن معالجة حمض الأنثرانيليك بالكلور مشتق مشتق 4-ثنائي كلورو، والذي يمكن أن يخضع لاقتران اختزالي لتشكيل مركب بياريل.

## السلامة والتنظيم
هو أيضًا أحد المواد الكيميائية المدرجة في قائمة إدارة مكافحة المخدرات (DEA) نظرًا لاستخدامه في صنع عقار ميثاكوالون المهدئ الذي يسبب البهجة، وهو محظور الآن على نطاق واسع (كوالود ، ماندراكس).